# Order of Newfoundland and Labrador

Ordensband

Der Order of Newfoundland and Labrador ist ein ziviler Verdienstorden in der kanadischen Provinz Neufundland und Labrador. Die Auszeichnung wurde am 24. Mai 2001 eingeführt und wird Zivilpersonen verliehen, die durch besondere Leistungen aufgefallen sind. Die Zahl der jährlichen Ordensverleihungen ist auf acht begrenzt. Der Vizegouverneur erhält die Auszeichnung bei der Vereidigung automatisch und ist während seiner Amtszeit gleichzeitig Kanzler des Ordens.

## Struktur und Ernennung
Mit dem Order of Newfoundland and Labrador sollen gegenwärtige oder ehemalige langjährige Einwohner Neufundlands und Labradors ausgezeichnet werden, die sich in einem bestimmten Gebiet durch einen hohen Grad an Leistung und Erfolg zum Wohle der Einwohner der Provinz hervorgetan haben. Bezüglich der Zahl der Ordensmitglieder bestehen keine Einschränkungen, allerdings können pro Jahr nicht mehr als acht Ehrungen vorgenommen werden. Voraussetzung ist die kanadische Staatsbürgerschaft; ausgeschlossen sind Personen, die gegenwärtig gewähltes oder ernanntes Mitglied einer Körperschaft öffentlichen Rechts sind.
Der Nominationsprozess, mit dem geeignete Personen gesucht werden sollen, beginnt mit Vorschlägen der Öffentlichkeit an das Sekretariat des Ordensbeirates. Der Rat besteht aus dem Sekretär der Provinzregierung, fünf vom Vizegouverneur ernannten Personen, zwei Mitgliedern des Ordens und vier weiteren Personen. Mindestens einmal jährlich tritt der Beirat zusammen, um zuhanden der Regierung eine Vorauswahl zu treffen und anschließend mit dieser zusammen die Liste weiter zu verkleinern, die schließlich dem Vizegouverneur als Vorschlag unterbreitet wird. Posthume Nominationen sind nicht gestattet, allerdings kann eine verstorbene Person aufgenommen werden, wenn ihr Name zuvor dem Beirat vorgeschlagen worden ist. Der Vizegouverneur, der von Amts wegen Mitglied und Kanzler des Beirates ist, gibt die Ernennung mit einer Weisung bekannt, die mit dem Großen Siegel der Provinz besiegelt wird. Die neuen Ordensmitglieder haben danach das Recht, ihrem Namen das Kürzel ONL anzuhängen.
→ Liste der Träger des Order of Newfoundland and Labrador

## Insignien
Nach der Aufnahme in den Orden erhalten die Mitglieder in einer Zeremonie, die üblicherweise im Government House in St. John’s stattfindet, die Insignien des Ordens überreicht. Das Hauptemblem des Ordens ist ein Goldmedaillon in Form einer stilisierten Roten Schlauchpflanze, der offiziellen Blume der Provinz. Die Bildseite besteht aus marmoriertem grünem Email mit goldener Einfassung und zeigt in der Mitte den Wappenschild des Wappens von Neufundland und Labrador, überragt von der Edwardskrone als Symbol der Rolle des kanadischen Monarchen als Quell der Ehre. Das Band besteht aus vertikalen Streifen in Blau, Weiß und zwei Grüntönen. Männer tragen den Orden am Kragen am Ende des Bandes angehängt, Frauen tragen ihn an einer Schleife an der linken Brust. Für weniger formelle Anlässe erhalten die Mitglieder eine Anstecknadel.